# トルイジン
トルイジン（英: toluidine）は芳香族アミンの一種で、オルト (o)、メタ (m)、パラ (p) の3種類の異性体がある。示性式 C6H4(NH2)CH3 で、アニリンの芳香環にメチル基がついた構造を持ち、3種の異性体はアミノ基に対するメチル基の位置によって区別される。
| トルイジンの異性体 | トルイジンの異性体                | トルイジンの異性体                | トルイジンの異性体                |
| ------------------ | --------------------------------- | --------------------------------- | --------------------------------- |
| 慣用名             | o-トルイジン                      | m-トルイジン                      | p-トルイジン                      |
| 別名               | o-メチルアニリン 2-メチルアニリン | m-メチルアニリン 3-メチルアニリン | p-メチルアニリン 4-メチルアニリン |
| IUPAC名            | 2-アミノ-1-メチルベンゼン         | 3-アミノ-1-メチルベンゼン         | 4-アミノ-1-メチルベンゼン         |
| 化学式             | C7H9N                             | C7H9N                             | C7H9N                             |
| 分子量             | 107.17 g/mol                      | 107.17 g/mol                      | 107.17 g/mol                      |
| 融点               | −23 °C                            | −30 °C                            | 43 °C                             |
| 沸点               | 199–200 °C                        | 203–204 °C                        | 200 °C                            |
| 密度               | 1.00 g/cm3                        | 0.98 g/cm3                        | 1.05 g/cm3                        |
| CAS登録番号        | [95-53-4]                         | [108-44-1]                        | [106-49-0]                        |
| SMILES             | CC1=C(N)C=CC=C1                   | NC1=CC(C)=CC=C1                   | NC1=CC=C(C)C=C1                   |
| 構造式             | オルト体の構造式                  | メタ体の構造式                    | パラ体の構造式                    |

## 性質・製法
トルイジンの化学的性質はアニリンや他の芳香族アミンに類似する。芳香環に結合したアミノ基の影響で、トルイジンは弱い塩基性である。純粋な水には溶けないが、酸性の水溶液には溶解する。常温常圧では、オルト体とメタ体は粘性のある液体であるが、パラ体はもろい固体である。これは、パラ体の構造が対称性を持ち、結晶を作りやすいためである。p-トルイジンは、p-ニトロトルエンを還元することで得られる。

## 用途
トルイジンは染料を作る原料やシアノアクリレート系接着剤（いわゆる瞬間接着剤）の硬化促進剤として使われる。

## 安全性
3つの異性体のなかでo-トルイジンは発がん性物質であり、IARC発がん性リスク一覧のグループ1に認定されている。労働安全衛生法の第2類特定化学物質にも指定されている。
m-トルイジン及びp-トルイジンは、労働安全衛生法の「名称等を表示すべき危険有害物」に指定されている。